# Wincklerska slöjdskolan

Slöjdskolans huvudbyggnad vid sjön, 1900-tal.

Wincklerska sjöjdskolan är en före detta skolbyggnad i Turinge i Nykvarns kommun.
Byggnaden uppfördes för medel testamenterade av brukspatronen Johan Mikael Winckler (1779-1836) på mark skänkt av kaptenen Johan Reinhold Elgenstierna.
Från 1844 bedrevs slöjd- och hantverksskola i lokalerna, ursprungligen endast för manliga elever, men från 1846 även för flickor. Slöjdskoleverksamheten pågick in på 1950-talet då den flyttades till modernare lokaler på annan plats i kommunen. Skolbyggnaden övertogs därvid av ett företag inom plastindustrin som hade den till 1991. Numera rymmer skolhuset en blandad butiks- och kaféverksamhet under namnet "Mångfaldens hus".
Skolhuset är en tvåvåningsbyggnad i rött tegel, vilken renoverades varsamt senast 1992. I Nykvarns kommuns bevarandeplan har den klassats som "värdefull" (den näst högsta klassningen) med den särskilda anmärkningen att främst "[d]en ålderdomliga och kulturhistoriskt intressanta exteriören bör bevaras intakt".